# چانگان موتورز
چانگان موتورز (به چینی: 重慶長安汽車股份有限公司) شرکت خودروسازی چینی است، که دفتر مرکزی و کارخانه اصلی آن در شهر چونگ‌کینگ قرار دارد. این شرکت همچنین به چانا هم مشهور است. بنابر آمار سال ۲۰۱۰ این شرکت چهارمین شرکت بزرگ خودروسازی چین است.

## تاریخچه
ریشه‌های اولیه چانگان به سال ۱۸۶۲ بازمی‌گردد، زمانی که لی هونگژانگ یک کارخانه تأمین تجهیزات نظامی با نام اداره اسلحه خارجی شانگهای تأسیس کرد. این شرکت قدیمی‌ترین خودروساز چین است. در سال ۱۹۳۷، طی جنگ دوم چین و ژاپن، این کارخانه پس از اشغال و بمباران شانگهای به چونگ‌کینگ منتقل شد.
در سال ۱۹۵۹، یک نهاد پیشین به نام کارخانه اسلحه‌سازی چونگ‌کینگ چانگان، تحت قرارداد با دولت، تولید خودرو را آغاز کرد و خودروی جیپ چانگ‌جیانگ تایپ ۴۶ را ساخت که نخستین وسیله نقلیه تولیدی چین بود. چانگان در سال ۱۹۷۹ با کسب مجوز از سوزوکی، تولید خودروهای کوچک را آغاز کرد.
در سال ۲۰۰۹، چانگان دو خودروساز کوچک داخلی به نام‌های هافی و چانگه را خریداری کرد. در سال ۲۰۱۳، چانگه برای بازسازی به دولت استانی جیانگشی واگذار شد و بعدها به یک شرکت تابعه تحت مالکیت اکثریتی گروه خودروسازی چینی گروه بایک تبدیل شد.
در سال ۲۰۱۰، شرکت تجهیزات تسلیحاتی چین به‌عنوان شرکت مادر این خودروساز دولتی شناخته شد و در همان سال چانگان با فروش ۲٫۳۸ میلیون واحد، به چهارمین خودروساز بزرگ در صنعت خودروسازی چین تبدیل شد.
این شرکت در سال ۲۰۱۰ یک نشان تجاری جدید برای محصولات مصرفی خود معرفی کرد، در حالی که تولیدات تجاری همچنان از برند سابق با طرح قوس قرمز استفاده می‌کردند.
هرچند این امر فقط به شرکت کمک کرد که رتبه چهارم را در میان خودروسازان داخلی از نظر تولید به دست آورد، چانگان در سال ۲۰۱۱ بیش از ۲ میلیون خودرو تولید کرد.
در سال ۲۰۱۲ گزارش شد که ۷۲٪ از تولیدات این شرکت به خودروهای سواری اختصاص دارد اما این آمار احتمالاً شامل خودروهای خصوصی و میکروون‌ها، کامیون‌ها و ون‌های تجاری کوچک که در چین محبوب هستند، نیز می‌شود.
در نوامبر ۲۰۱۲، شرکت چانگان فورد مزدا به دو شرکت سرمایه‌گذاری مشترک جدید با نام‌های چانگان فورد و چانگان مزدا تقسیم شد.
چانگان برنامه دارد تا تولید خودروهای صرفاً با موتور احتراق داخلی را تا سال ۲۰۲۵ متوقف کند و از آن سال به بعد تنها خودروهای هیبریدی و تمام‌الکتریکی تولید کند. این تصمیم به دلیل مشکلات تغییرات اقلیمی، آلودگی هوا در چین و قوانین سخت‌گیرانه انتشار گازهای گلخانه‌ای اتخاذ شده است. این شرکت اظهار داشت که این اقدام به دنبال تصویب قانونی از سوی دولت چین صورت گرفته است که تولید خودروهای جدید با موتورهای احتراق داخلی را تا اواسط دهه ۲۰۳۰ ممنوع می‌کند. این تصمیم در راستای تعهدات چین در توافق‌نامه پاریس سازمان ملل اتخاذ شده است و چانگان می‌خواهد با استانداردهای انتشار گازهای گلخانه‌ای دولت هماهنگ بماند. این خودروساز به همراه شرکت‌هایی مانند ولوو، جگوار لندرور، هونگچی، بی‌وای‌دی، لوتوس و چند خودروساز دیگر در حال برنامه‌ریزی برای توقف تولید خودروهای با موتور احتراق داخلی در سال‌های آینده است.
در دسامبر ۲۰۲۳، هواوی اعلام کرد که قصد دارد فناوری‌ها و منابع اصلی واحد خودروهای هوشمند خود را به یک شرکت سرمایه‌گذاری مشترک جدید با چانگان منتقل کند. این شرکت جدید در تحقیق و توسعه، تولید، فروش و خدمات سیستم‌ها و راه‌حل‌های قطعات خودروهای هوشمند فعالیت خواهد داشت. چانگان و شرکت‌های تابعه آن قصد دارند حداکثر ۴۰ درصد از سهام این شرکت جدید را تصاحب کنند و میزان دقیق سرمایه‌گذاری و شرایط آن به‌صورت جداگانه بین دو طرف مذاکره خواهد شد.

## برندها و محصولات
چانگان خودروهای خود را با برندهای زیر عرضه می‌کند

### چانگان

#### محصولات کنونی
- چانگان بن‌بن / بن‌بن ئی‌وی
- چانگان سی‌اس۱۵ / سی‌اس۱۵ ئی‌و
- چانگان سی‌اس۳۵
- چانگان سی‌اس۳۵ پلاس
- چانگان سی‌اس۵۵
- چانگان سی‌اس۵۵ پلاس
- چانگان سی‌اس۷۵
- چانگان سی‌اس۷۵ پلاس
- چانگان سی‌اس۸۵
- چانگان سی‌اس۹۵
- چانگان یونی-تی
- چانگان یونی-کی
- چانگان آلسوین
- چانگان ایدو دی‌تی
- چانگان ایدو / ایدو بلو / ایدو ئی‌وی
- چانگان ایدو ایکس‌تی / ایدو ایکس‌تی آراس
- چانگان لینمکس
- چانگان رایتون سی‌سی

</gallery>

#### محصولات سابق
- چانگان آلسوین سدان
- چانگان آلسوین هاچ‌بک
- چانگان آلسوین وی۳
- چانگان آلسوین وی۵
- چانگان بنی لاو
- چانگان بنی مینی
- چانگان سی‌ایکس۲۰ (Now built by یانگمن)
- چانگان سی‌وی۷
- چانگان سی‌ایکس۳۰ سدان (CV8)
- چانگان سی‌ایکس۳۰ هاچ‌بک (CV8)
- چانگان ئی۳۰ ئی‌وی
- چانگان SC6320G/چانگان SC1011
- چانگان جویس (Jiexun)
- چانگان جویس HEV (خودروی برقی دوگانه version of the Joice, out of production within one year of market launch)[۱۷]
- چانگان زد-شاین
- چانا سی‌ام۵ (Rebadged Chana Star)

## جوینت ونچر
شرکت چانگان موتور بزرگ‌ترین سرمایه‌گذاری مشترک شرکت فورد آمریکا است و در هر دو بخش طراحی بدنه و موتور وامدار شرکت فورد است و به همین خاطر محصولات چانگان به واسطه این شریک تجاری در ایالات متحده آمریکا هم به فروش می‌رسد. فورد یکی از معدود شرکت‌های تولیدکننده خودرو در چین است که در این کشور زیربرند ندارد. ایده زیربرند از سیاست‌گذاری‌های دولت چین بوده تا امکان انتقال دانش فنی صنعت خودرو به چین را ممکن کرده و توانایی مهندسی چین را بالا ببرد. دفاتر مرکزی و طراحی چانگان اکنون علاوه‌بر شانگهای چین در تورین ایتالیا و ایالت میشیگان آمریکا واقع شده‌اند.